# أحمد جودت باشا
أحمد جودت باشا (1237 هـ - 1312 هـ / 1822 - 1895م) رجل دولة تركي كان عالمًا ومفكرًا وبيروقراطيًا وإداريًا ومؤرخًا وأديباً عثمانيًا من القرن التاسع عشر للميلاد.
كان وزيراً (ناظر) في الدولة العثمانية عدة مرات لوزارات مختلفة هي: ناظر الحقّانية (وزير العدل) وناظر المعارف (وزير التربية) وناظر الداخلية وناظر الأوقاف وناظر التجارة. كما عمل صدراً أعظم للدولة مدة عشرة أيام عام 1879، بعد عزل خير الدين باشا.
وكان شخصية ذا دور بارز في إصلاحات تنظيمات الإمبراطورية العثمانية. رأَس لجنة مجلة الأحكام العدلية التي دونت الشريعة الإسلامية لأول مرة ردًا على تغريب القانون. غالبًا ما يُنظر إليه على أنه رائد في تدوين القانون المدني. ظلت المجلة معمولًا بها في العديد من الدول العربية الحديثة في أوائل ومنتصف القرن العشرين. كتب العديد من الكتب في التاريخ والقانون والقواعد واللغويات والمنطق وعلم الفلك. كان يتقن العربية والفارسية والفرنسية والبلغارية فضلًا عن التركية لغته.

## نشأته وتعليمه
ولد في 22 مارس 1822 في لوفجة شمالي بلغاريا، حيث كان والده حاجي إِسماعيل آغا عضواً في المجلس الإِداري للمدينة. وتلقى أحمد مبادئ العلوم الإِسلامية في مسقط رأسه وتابعها وتعمق فيها في إِحدى مدارس إسطنبول، عاصمة الدولة العثمانية، والمركز الأكبر للإِشعاع الفكري فيها، مضيفاً إِليها بعض العلوم العصرية، كالرياضيات، والفلك، والجيولوجية، والفلسفة. وسعى وهو في العاصمة لإِجادة اللغتين العربية والفارسية، حتى نظم الشعر بهما كما نظمه بالتركية، فأعطي اسم «المخلص جودت» الذي عُرف به. ونال نتيجة دراساته الإِجازة التي تسمح لهُ بالانخراط في سلك القضاء.
ويمكن أن يُمَيَّز في حياة أحمد جودت بعد تخرجه وحتى وفاته أربع مراحل:
- المرحلة الأولى: وتمتد ثلاثة عشر عاماً (1262-1275هـ/1846-1858م)
- والمرحلة الثانية: وتمتدّ ثماني سنوات (1275-1283هـ/1858-1866م)
- والمرحلة الثالثة: وهي أطول المراحل ودامت ما يقرب من ربع قرن (1283-1307هـ/1866-1890م)،
- والمرحلة الرابعة: ومدتها خمس سنوات (1307-1312هـ/1890-1895م)، وهي التي انتهت بوفاته.

## المرحلة الأولى
بزغ نجم أحمد جودت في ميدان الأدب، والفكر التاريخي والتشريعي. ويبدو أنه أظهر في أثناء دراسته فكراً واسعاً وعميقاً، ودقة في تفهم الأمور الشرعية، حتى إِنه عين وهو في الرابعة والعشرين من عمره (1846م) بتوصية من شيخ الإِسلام، مساعداً للصدر الأعظم، مصطفى رشيد باشا، في أثناء إِعداده للقوانين، و«النظام نامه الجديدة»، التي كانت الدولة العثمانية بصدد تهيئتها في هذه المرحلة الإِصلاحية من حياتها. وبقي ملازماً للصدر الأعظم ثلاثة عشر عاماً، أي حتى وفاة هذا الأخير عام 1275هـ/1858م.
وتحت تأثير رشيد باشا عُيّن لمناصب تعليمية وثقافية لها شأنها، منها إِدارة دار المعلمين المنشأة حديثاً، والسكرتارية الأولى لمجلس المعارف. وفي المنصبين أدى خدمات مفيدة للتربية والتعليم والثقافة. وإِلى هذه المرحلة يرجع إِسهامه الفعال في إِنشاء ما سمي بـ «الإِنجومين دانيش» (1851م)، التي كانت أشبه ما تكون بالأكاديمية الفرنسية
وتحت تأثير هذه الجمعية، وبدفع من السلطان عبد المجيد (1255-1278هـ/ 1839-1861م) شرع أحمد جودت بتأليف عمله التاريخي الكبير الذي عرف فيما بعد باسمه، وهو تاريخ وقائع الدولة العثمانية. وعندما قدم الأجزاء الثلاثة الأولى منه إِلى السلطان كافأه السلطان بتعيينه مؤرخاً رسمياً للدولة (وقعة نويس).
وإِلى جانب تأليفه التاريخي ذاك، فإِنه أسهم في وضع «القانون النامة الجزائية», و«قانون نامه الطابو» نتيجة عمله عضواً في مجلس التنظيمات، ثم رئيساً لـ «لجنة الأراضي السنية» وألف كتاباً في القواعد التركية تحت عنوان «قواعدي عثمانية» بالاشتراك مع فؤاد باشا.

## المرحلة الثانية
وتبتدئ بوفاة رشيد باشا، وقد شجعه فيها كل من فؤاد باشا وعالي باشا - وهما أكبر شخصيتين سياسيتين كان لهما دور رئيسي في الإِصلاحيات التي حققتها الدولة العثمانية - على ترك عمله ذي الطابع العلمي، والاتجاه إِلى الأعمال الإِدارية والسياسية. ولثماني سنوات بقي أحمد جودت عاملاً في المنحيين معاً: المنحى العلمي، والمنحى الإِداري الذي أثبت كفاية في مضماره عندما عمل على تهدئة بعض الأقاليم الثائرة بإِدخال الإِصلاحات الضرورية فيها، كمنطقة قُزان في طوروس، وإِقليم البوسنة.

## المرحلة الثالثة
وفيها انصرف أحمد جودت تماماً إِلى الأعمال الإِدارية والسياسية، فترك عمله التاريخي بصفته» وقعة نويس» عام 1866م، ومنح رتبة وزير، ولقب باشا، وتنقل لربع قرن تقريباً، وبالتناوب بين منصبي الولاية والوزارة
- فعين لمنصب ناظر الحقّانية (وزير العدل) خمس مرات (1886,1879,1876,1875,1870)
- ولمنصب ناظر المعارف (وزير التربية) ثلاث مرات (1876,1875,1873)
- ولمنصب ناظر الداخلية مرة واحدة (1876),
- وللأوقاف (1877)
- وللتجارة (1878) مثلها.
- كما عمل صدراً أعظم مدة عشرة أيام عام 1879, بعد عزل خير الدين باشا.

وقد أظهر جودت باشا، نشاطاً كبيراً في أثناء وزاراته المختلفة، وحماسة للإِصلاح والتقويم، وإِن كانت أفكاره مزيجاً من نزعات تقدمية ورجعية. فهو يريد الإِصلاح، وتقدم المجتمع العثماني، وهو يهاجم بقوة كل مظاهر الجهل، والتعصب، والانصراف وراء المصلحة الخاصة، التي كانت من صفات الهيئات الحاكمة آنذاك كما كان يحارب بشدة الخرافات المنتشرة بين الشعب، إِلا أنه بالمقابل كان لا ينسجم مع أخذ الجديد من الحضارة الغربية. وقد ازدادت أفكاره تقليدية مع تقدمه بالسن، وخصومته لمدحت باشا، فقد كان هذا الأخير يندد دوماًَ بعدم إِجادته اللغة الفرنسية، وبضآلة معرفته بالأفكار الأوربية المعاصرة.
وقد يكون أبرز ما قدمه في أثناء تسلمه منصب ناظر الحقانية تدوينه قانون القضاء أو ما يسمى بـ «مجلة الأحكام العدلية» وقد استند في صياغته إِلى التشريع الإِسلامي على الفقه الحنفي، متجاوزاً الأفكار التي كان يؤيدها عالي باشا التي كانت تطالب بتبني القانون المدني الفرنسي. وقد ثابر على عمله هذا حتى إِنجازه في عام 1877, على الرغم من التحاقه بأعمال ووزارات أخرى.
وفي أثناء وجوده في نظارة المعارف أصلح المدارس الابتدائية للذكور، ووضع البرامج التعليمية للمدارس الرشدية والإِعدادية، وعمل على إِيجاد كتب للطلاب، وألف هو نفسه ثلاثة منها، وأعاد تنظيم دار المعلمين.
ولم يظهر أحمد جودت باشا كفاية في أعماله الوزارية فحسب، وإِنما حقق نجاحاً في أعمال الولاية عندما تسنم منصبها على التوالي، في حلب، وبروصة، ومرعش، ويانينة، والشام مرتين، على الرغم من المدد القصيرة نسبياً التي كان يمكث فيها.
وقد أظهر أحمد جودت باشا في أثناء ممارسته لمناصبه في الوزارة والولاية، توافقه التام مع اجراءات السلطان عبد الحميد، وخلافًا لما يفعله مدحت باشا في أثناء وزارته الرابعة للحقانية (1879-1882). وهذا ما جعل مدحت باشا يرى أن موقف جودت باشا من الدستور موقف رجعي، وأن أفكاره بعيدة عن الأفكار المعاصرة. ومن ثمَّ فقد نُسب إِلى جودت باشا أنه كانت له يد طولى في اتهام مدحت باشا بالخيانة ومناصرة النصرانية. وهو الذي ذهب بنفسه إِلى إزمير للقبض عليه، وحمله إِلى العاصمة بصفته رئيساً للفرقة التي كلّفت هذا الأمر.

## المرحلة الرابعة والأخيرة من حياته
وفيها اعتزل أحمد جودت باشا العمل السياسي تماماً، بعد أن استقال من النظارة الخامسة للحقانية عام 1307هـ/ 1890م. فاعتكف في بيته لمتابعة ما ابتدأه من تآليف أدبية وتاريخية، حتى وافته المنية في منزله في «بيبك» على شاطئ البوسفور، ودفن في تربة الَسلطَان أحمد الفاتح.

## مؤلفاته
خلَّف أحمد جودت عدداً من المؤلفات، بعضها بالعربية، وبعضها الآخر بالتركية.
أما العربية فهي:
- خلاصة البيان في جمع القرآن،
- وتعليقات على أوائل المطوّل في البلاغة،
- وتعليقات على الشافية في النحو.

ومؤلفاته باللغة التركية أكثر عدداً وتنوعاً. فهناك إِسهاماته القانونية الكثيرة والمهمة، التي أشير إِلى معظمها آنفاً. وهناك ما دونه في ميدان قواعد اللغة التركية وبلاغتها، ومنها
- «قواعدِ تركیه»
- و«بلاغتِ عثمانیه» وقد ألف الكتاب الأخير لطلاب مدرسة الحقوق.

وله في الأدب:
- «آداب سداد»,
- كما له «تقويم أدوار» وقد أثار فيه لأول مرة قضية ضرورة إِصلاح التقويم.

وقد كان لأحمد جودت باشا أيضاً إِنتاجه الشعري الذي جمعه في ديوان «ديوانجه» بناء على طلب من السلطان عبد الحميد، وشرح «ديوان صائب» المشهور بين دواوين الشعر الفارسية.
إِلا أن المؤلَّف الذي شغل مكان الصدارة بين مؤلفاته هو:
- «تاريخ وقائع الدولة العثمانية» الذي عرف بـ«تاريخ جودت» وهو في اثني عشر جزءاً، ويتناول من تاريخ الدولة العثمانية، المرحلة الممتدة من معاهدة كوشوك قينارجه عام 1774م. إِلى القضاء على الانكشارية عام 1826م. وقد كتبه على طريقة الحوليات، واستغرق تدوينه له ثلاثين عاماً. وطبع أول مرة في إسطنبول بين 1271و 1301هـ/ 1856و 1884م. وكررت طباعته. ونقل عبد القادر دنا البيروتي الجزء الأول منه إِلى العربية. ويتصف الكتاب بصورة عامة، بوفرة مصادره، واعتماد مجلداته الأولى على الوثائق الرسمية، وبحس صاحبه النقدي، ومحاكمته الصائبة، إِلا أنه بالمقابل زاخر بتحيزاته للدولة العثمانية.

- من مؤلفاته التاريخية أيضاً: «قصص الأنبياء وتاريخ الخلفاء», وهو كتاب ذو هدف تعليمي تربوي، فقد كان أحمد جودت باشا يؤمن بأهمية التاريخ في التربية. وهو مؤلف من 12 جزءاً، ويبتدئ بآدم وينتهي بعهد السلطان مراد الثاني.

- من تدويناته التاريخية مجموعة من التقارير قدمها للسلطان عبد الحميد، وتؤرخ المرحلة من 1839 إِلى 1876م، وهي في خمسة أجزاء، وقد نشر منها فقط الجزء الثاني، والثالث، والرابع، وله كذلك مجموعة من الملاحظات، دونها عن حوادث عصره عندما كان «وقعة نويس», وأطلق عليها «تذاكري جودت» وقد اعتمدت ابنته فطمة علية خانم على بعضها في كتابها «جودت باشا وزماني».

- يضاف إِلى مدوّناته التاريخية إِكماله ترجمة مقدمة ابن خلدون التي ابتداها «بيري زاده أحمد صائب».

## روابط خارجية
- أحمد جودت باشا على موقع الموسوعة البريطانية (الإنجليزية)